# Fritz Wiedemann
Fritz Wiedemann, född den 16 augusti 1891 i Augsburg, död den 17 januari 1970 i Fuchsgrub, var en tysk militär, diplomat och nazistisk politiker. Han var Brigadeführer i Nationalsozialistisches Kraftfahrkorps (NSKK, "Nationalsocialistiska Motorkåren") och Adolf Hitlers personliga adjutant från 1934 till 1939.

## Biografi
Under första världskriget tjänstgjorde Wiedemann i 16:e reservinfanteriregementet (RIR 16) som ingick i 6:e bayerska reservdivisionen. Regementet var känt under namnet "Regiment List" efter Julius List (1864–1914), som var dess första chef. I detta regemente stred vicekorpral Adolf Hitler och Wiedemann var som löjtnant dennes överordnade. Hitler tjänade i huvudsak som ordonnans.
Efter krigets slut tog Wiedemann avsked från armén och blev lantbrukare på den bayerska landsbygden. Vid en återförening för krigsveteraner 1922 mötte Wiedemann Hitler och denne frågade då om Wiedemann ville hjälpa till att bygga upp och organisera SA. Wiedemann avböjde dock.
Efter att Hitler i januari 1933 hade blivit Tysklands rikskansler, bjöd han in Wiedemann till rikskansliet och erbjöd honom anställning vid Rudolf Hess kansli. Wiedemann ämnade dock arbeta direkt för Hitler och efter en kort tid som Hess medarbetare blev han medlem av NSDAP och en av Hitlers personliga adjutanter. Som adjutant följde Wiedemann med Hitler på statsbesök och anordnade möten med olika politiker. I juli 1938 sändes Wiedemann till ett möte med den brittiske utrikesministern lord Halifax i London. Han underrättade Halifax att Hitler hade intentionen att med vapenmakt besätta Sudetenland. Det blev dock senare känt att Wiedemann ansåg att Hitler skulle kompromissa i den tjeckoslovakiska frågan; Hitler avskedade då Wiedemann och utnämnde honom istället till tysk generalkonsul i San Francisco.
I juli 1941 stängde de tyska konsulaten i USA och Wiedemann sändes till Tianjin i Kina, där han bland annat handhade spionageärenden. Efter andra världskriget utgjorde Wiedemann vittne vid Nürnbergprocessen. Han släpptes ur amerikansk fångenskap 1948 och återupptog sitt yrke som lantbrukare. I juni 1961 kallades han till åklagarmyndigheten i Frankfurt am Main för förhör om Nazitysklands eutanasiprogram Aktion T4. Wiedemann förklarade att han hade haft kännedom om Hitlers avsikt att låta mörda fysiskt och psykiskt handikappade personer då dessa, enligt Hitler, endast var "onödiga ätare".